# 正宗悟
正宗 悟（まさむね さとる、1928年7月4日 - 2003年11月9日）は、日本出身のアメリカ合衆国の生化学者。マサチューセッツ工科大学名誉教授。専門は生化学。ロバート・バーグマンとともに正宗・バーグマン環化を発見した。

## 来歴
福岡市出身。旧制仙台第二中学校（宮城県仙台第二高等学校）を経て、1952年東北大学卒業。フルブライト奨学金でカリフォルニア大学バークレー校に留学し、1957年にPh.D.を取得。ウィスコンシン大学で博士研究員となった後、メロン工業所（現・カーネギーメロン大学）で研究員として勤務する。1964年アルバータ大学に移り、1967年に教授に昇進した。1978年にマサチューセッツ工科大学の教授となり、多くの有機化学者を育てた。2000年に教授職を退いた。2003年マサチューセッツ州ニュートンで死去。岳父は野副鉄男。

## 論文
- <正宗悟